# Й істина зробить вас вільними
«І істина зробить вас вільними» (англ. ... And the Truth Shall Make You Free) — науково-фантастичне оповідання Кліффорда Сімака, вперше опубліковане журналом «Future Science Fiction» в березні 1953 року.
Назва оповідання є строкою з Євангеліє від Івана 8:32.

## Сюжет
Космічні археологи різних розумних рас: людина, собака, павук та шар знаходить давно ізольоване поселення однієї із мутаційних гілок людей, що живуть простим сільським життям.
Єдиною цікавою особливістю є замкнена культова споруда.
Археолог-людина Девід Грем відчуває потребу залишитися на планеті на деякий час.
Він знайомиться з однією сільською сім'єю і починає допомагати їм по господарству.
Вони розповіли йому про відкриття ними істини, яка змінила їхнє життя.
Коли вони вирішили, що Девід вже готовий пізнати її, то відвели до замкнутого храму, де стояв комп'ютер, який їхні предки майстрували більше тисячі років і налаштували настільки точно, що виключали прийняття ним неправильних рішень.
Після чого йому було задано 2 запитання, які разом з відповідями являли собою найвищу істину.
Перше питання було: «Яка мета Всесвіту?»
Відповідь: «Всесвіт не має ні цілі, ні сенсу. Він виник випадково».
Друге запитання Девід почав читати одразу із відповіді: «Життя не має цінності. Життя виникло випадково». 